# Дьєр
Дьєр, також Дьйор, Дєр (угор. Győr слухатиⓘ, нім. Raab, словац. Ráb, пол. Jawaryn) — найважливіше місто північно-західної Угорщини, адміністративний центр медьє Дьєр-Мошон-Шопрон.
Розташований на півшляху між Будапештом і Віднем. Місто стоїть у місці впадіння річки Раби до Дунаю.
Населення міста становить 128 808 осіб (2008). Дьєр є шостим за розміром містом Угорщини.

## Географія і транспорт
Дьєр розташований на відстані приблизно 130 кілометрів на захід від столиці міста Будапешта.
Через місто проходять залізична і автомобільна магістралі Будапешт — Відень, окрім того Дьєр пов'язаний транспортними шляхами з Братиславою і південними регіонами Угорщини. Подорож до Будапешта займає 1,5—2 години.

## Історія
Поселення на місці сучасного Дьєра існувало з глибокої давнини. У V ст. до н. е. тут проживали кельти, у римський період поселення вже стало укріпленим містом, відомим під назвою Арабонна. Скорочений варіант назви Арабонна — Рааб або Раб — дав сучасне ім'я міста в німецькій та словацькій мовах.
Приблизно до IV століття римська фортеця успішно відбивала напади варварів, однак із занепадом імперії поступово втратила значення і спорожніла. У V столітті після нетривалого періоду панування слов'ян і лангобардів, землі навколо Раабу були завойовані аварами. Після розгрому аварів військами Карла Великого на початку IX століття Рааб перебував перед контролем Франкської держави і деякий час (між 880 та 94 роками) — Великої Моравії.
900 року після вторгнення на Дунай угорців розпочався угорський період історії міста. Угорці відновили напівзруйновану фортецю в гирлі Раби, і незабаром довкола неї виросло значне поселення. У часи Іштвана Святого місто стало резиденцією єпископа, тоді ж змінило назву на Дьєр.
1242 року Дьєр зазнав нападу монголів, а 1271 року — атаки чеської армії. Битва Отокара ІІ з Стефаном V відбулась на березі Раби неподалік Дьєра. За допомогу під час битви жителів міста, угорський король надав їм ряд привілеїв, зокрема торгових (що суттєво посприяло розвитку міста в наступні десятиліття). Наступні роки чеські та австрійські війська знову облягали місто, і знову фортеця витримала, але 1273 року за допомогою зради Отокар зміг захопити місто на короткий час.

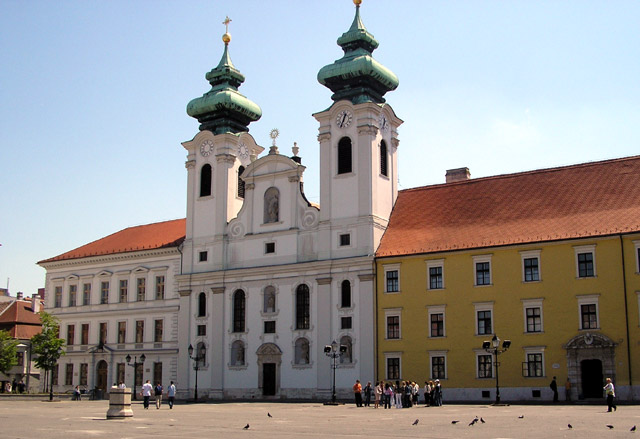
Церква св. Ігнація на площі Сечені

У часи османського нашестя на Угорщину в XVI столітті місто було зайнято турками (1594), однак уже 1598 року воно перейшло під контроль угорської та австрійської армій. У 1683 році Дьєр знову пережив турецьку облогу, що була знята після поразки турків у битві під Віднем.
XVIII століття стало «золотим» — часом розквіту Дьєра. Тоді в місті було побудовано багато церков і палаців, переважно в панівному на той час стилі бароко. 1743 року Дьєр отримав статус вільного королівського міста.
На початку XIX століття Дьєр став ареною військових дій під час Наполеонівських війн. 14 червня 1809 року французька армія на чолі з Еженом Боґарне нанесла біля мурів Дьєра поразку австрійській армії на чолі з ерцгерцогом Йоанном. Битва ввішла до історії як Битва під Раабом. Після битви французи зруйнували фортечні укріплення міста.
В часи Першої Світової війни Дьєр активно розвивався завдяки заводам, що працювали на військову індустрію. З 1910 до 1920-го населення зросло на 14 тис. осіб. Після війни і розпаду Австро-Угорської монархії місто несподівано стало прикордонним.
У роки Другої Світової війни Дьєр знову був осередком військової промисловості, через що став ціллю для авіації союзників. За 1944-й рік було проведено 36 бомбардувань, 72 фабрики було зруйновано, з 5600 будинків менше 3 % залишилось непошкодженими. Близько 19 тис. цивільних жителів покинули місто. Разом з цим близько 5 тисяч євреїв стали жертвами Голокосту. Руйнування довершили німці, які підірвали всі мости в місті. Хоча історичній забудові Дьєра було завдано шкоди, що однак була не такою тяжкою, як деяким іншим угорським містам. У повоєнний час історичний центр міста був повністю відновлений.
Червона армія зайняла Дьєр 28 березня 1945 року.
До 1954-го року місто практично повністю було відбудоване. Хоча нові будівлі були естетично малопривабливі, але виправдали очікування того часу. В 1970-х було розпочато реконструкцію історичного центру. 1978 року було завершено будівництво Національного театру Дьєра.

## Економіка
Починаючи від XIX століття Дьєр був одним з найбільших промислових осередків Угорщини.
Після Другої Світової війни в місті було збудовано декілька великих підприємств.
Локомотивом економіки міста був заснований ще 1896 року завод RABA, що випускав широкий асортимент продукції машинобудування, вагони, автозапчастини. 1995 року в Дьєрі збудували й запустили автомобільний завод фірми Audi.
Також у економіці міста значну роль відіграє харчова, будівельна і хімічна промисловість.

## Визначні пам'ятки

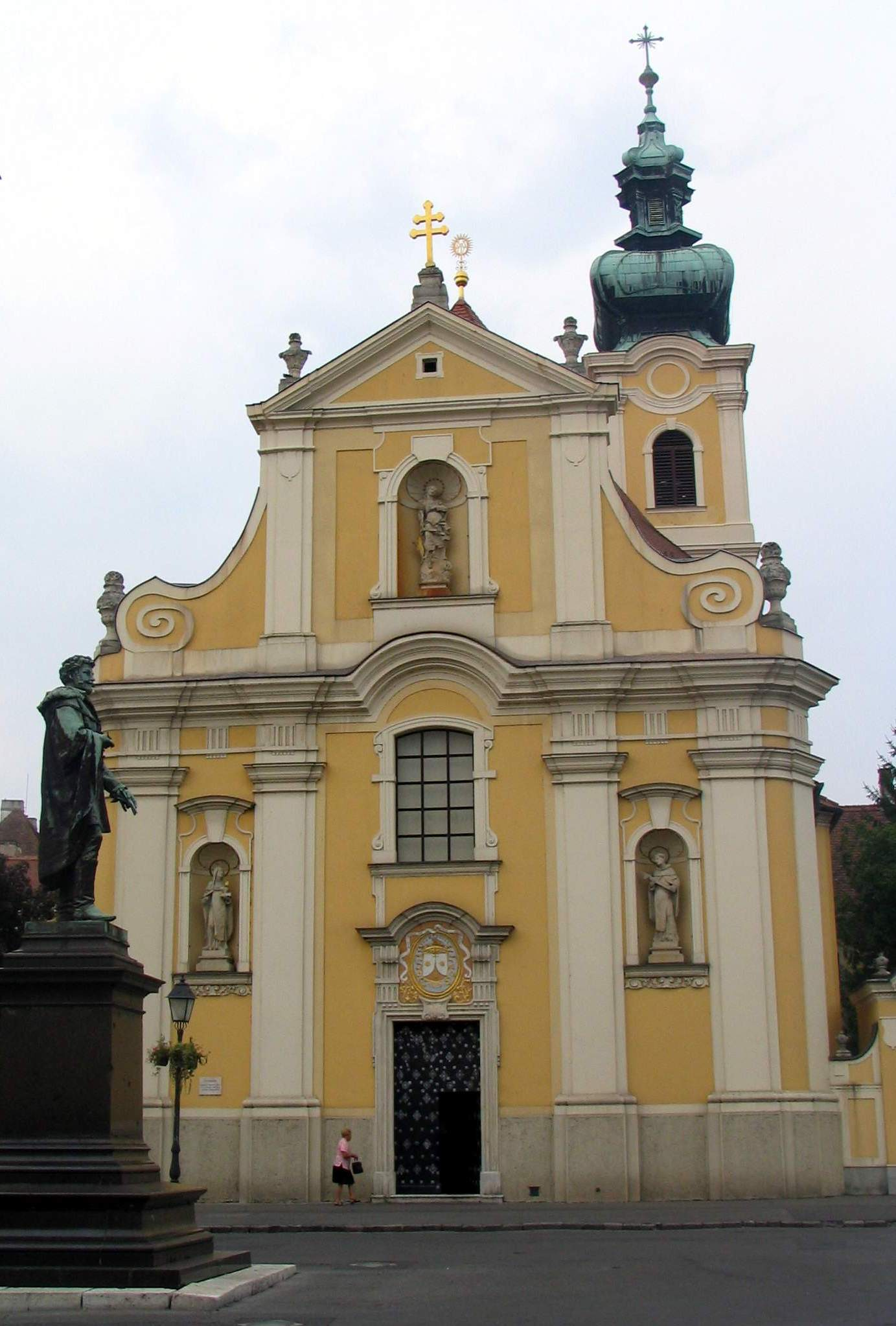
Церква кармелітів

- Історичний центр Дьєра — є пам'яткою міського планування і забудови XVIII століття, що непогано збереглась до нашого часу. Тут чимало гарних церков, палаців і будівель, у тому числі зразків австрійського бароко. Особливість дьєрської архітектури — достатньо велика кількість закритих («глухих») балконів найрізноманітнішої форми, через що Дьєр навіть подеколи називають поетично «містом балконів»;
- Кафедральний собор — розташований на пагорбі Капталан, у найдавнішій частині міста. Перший собор на цьому місці було зведено в XI столітті в романському стилі, однак пізніше був зруйнований турками. Сучасну барокову будівлю збудовано на початку XVIII століття. На майдані південніше від собору встановлено фігуру архангела Михаїла з мечем;
- Єпископський замок — міститься у само́му центрі колишньої фортеці на пагорбі Капталан. Збудований 1575 року, реконструйовано 1783 року;
- Церква кармелітів — підноситься на березі Раби на південь від фортечного пагорбу. Збудована 1725 року, до церкви прибудовано Лоретанську каплицю з шанованою статуєю Діви Марії;
- Капела Гедерварі — зразок пізньої готики, збудовано у XV—XIX ст.ст.;
- Ансамбль площі Сечені — центральний майдан Старого міста, оточений чудовими бароковими будівлями. Найприкметніші серед них: Церква єзуїтів (1641), будинок абата (№ 5), будинок Ваштушкош (№ 4), будівля Старої ратуші. У центрі майдану підноситься Колона Божої Матері;
- Музей ім. Я. Ксантуша.

## Спорт
У Дьєрі базується одна з провідних угорських футбольних команд — ФК Дьєр ЕТО (колишня назва Раба ЕТО). Команда чотири рази ставала чемпіоном країни (востаннє 2013 року).
У місті також є дуже популярним гандбол. Як чоловіча, так і жіноча гандбольні команди « Дьєр» посідають найвищі позиції у внутршніх першостях, неодноразово брали участь у європейських кубках.

## Міста-побратими
- Румунія — Брашов (рум. Braşov);
- Німеччина — Зіндельфінген (нім. Sindelfingen);
- Франція — Кольмар (фр. Colmar);
- Фінляндія — Куопіо (фін. Kuopio);
- Ізраїль — Назарет-Ілліт (івр. נָצְרַת עִלִּית, араб. ناصيرات عيليت);
- КНР — Ухань (кит. трад. 武漢, спр. 武汉, піньїнь Wǔhàn);
- Німеччина — Ерфурт (нім. Erfurt);
- Польща — Познань (пол. Poznań).

## Уродженці
- Петер Ганніх (*1957) — угорський футболіст, півзахисник.
- Тамаш Чері (*1988) — угорський футболіст, півзахисник.
- Крістіан Немет (*1989) — відомий угорський футболіст, нападник.
- Лавренчук Віктор Іванович, український військовик, що загинув під час війни з Російською Федерацією (2014).

## Галерея

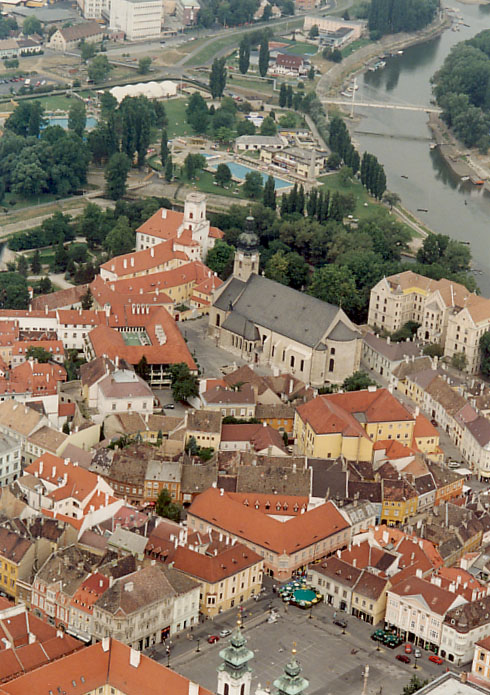
Панорама частини центру міста